# Skuhrov (kraj środkowoczeski)
Skuhrov – wieś i gmina w Czechach, w powiecie Beroun, w kraju środkowoczeskim. Według danych z dnia 1 stycznia 2014 liczyła 484 mieszkańców.